# Helikopter w ogniu (film)
Helikopter w ogniu (ang. Black Hawk Down) – amerykański film wojenny z 2001 r. w reżyserii Ridleya Scotta, oparty na faktach opisanych w książce Marka Bowdena Helikopter w ogniu, o bitwie w Mogadiszu (1993). Zdjęcia kręcono w Maroku (Rabat, Sala, Al-Kunajtira).
Film otrzymał dwa Oscary – za dźwięk i montaż, a także nominację za zdjęcia. Autorem zdjęć do filmu jest polski operator Sławomir Idziak.

## Obsada
- Josh Hartnett – sierżant sztabowy Matthew Eversmann
- Ewan McGregor – specjalista John Grimes
- Jason Isaacs – kapitan Mike Steele
- Tom Sizemore – podpułkownik Danny McKnight
- Sam Shepard – generał William F. Garrison
- Eric Bana – starszy sierżant Norman Hoot Gibson
- Ioan Gruffudd – porucznik John Beales
- Hugh Dancy – sierżant Kurt Doc Schmid
- William Fichtner – starszy sierżant Jeff Sanderson
- Ewen Bremner – specjalista Shawn Nelson
- Orlando Bloom – st. szeregowy Todd Blackburn
- Ron Eldard – pilot Michael Durant

## Fabuła
Rok 1993, Somalia. Milicja Mohameda Farraha Aidida terroryzowała wycieńczoną klęską głodu ludność cywilną, zabierając jej żywność dostarczaną przez siły ONZ. Stany Zjednoczone podjęły próbę przywrócenia równowagi w nękanym wojną domową państwie, odnosząc umiarkowane sukcesy.
Wywiad dostarczył dowództwu amerykańskiemu bardzo ważne informacje, o mającym się niedługo odbyć spotkaniu najwyższych oficerów klanu Habr Gedir, przewodzonego przez Aidida. Szczyt ten miał się odbyć w mieście całkowicie opanowanym przez wroga, stolicy Somalii – Mogadiszu.
Zostały tam wysłane elitarne oddziały komandosów Delty, Task Force 160 i Rangersów. Akcja zaplanowana na maksymalnie 30 minut, po zestrzeleniu dwóch śmigłowców UH-60 Black Hawk nieoczekiwanie przerodziła się w kilkunastogodzinną, krwawą bitwę. Chociaż wszystkie cele zostały osiągnięte, w mieście poległo aż 19 żołnierzy amerykańskich, a jeden został wzięty do niewoli (został uwolniony po 11 dniach).
Film charakteryzuje duża wierność historyczna.